# Prémio do Cinema Europeu de melhor atriz
O Prémio do Cinema Europeu de melhor atriz (em inglês: European Film Award for Best Actress) é um prémio cinematográfico concedido anualmente, desde 1988, pela Academia de Cinema Europeu. Somente as atrizes europeias podem concorrer a este prémio.
A cor de fundo       indica os vencedores.

## Década de 1980
| Ano  | Atriz                 | Personagem         | Filme                                    | Título no Brasil                        | Título em Portugal                      |
| ---- | --------------------- | ------------------ | ---------------------------------------- | --------------------------------------- | --------------------------------------- |
| 1988 | Carmen Maura          | Pepa               | Mujeres al borde de un ataque de nervios | Mulheres à Beira de um Ataque de Nervos | Mulheres à Beira de um Ataque de Nervos |
| 1988 | Tinna Gunnlaugsdóttir | Isold              | Í skugga hrafnsins                       |                                         |                                         |
| 1988 | Ornella Muti          | Anna               | Codice privato                           |                                         |                                         |
| 1988 | Carol Scanlan         | Teresa, a manequim | Reefer and the Model                     |                                         |                                         |
| 1989 | Ruth Sheen            | Shirley            | High Hopes                               |                                         | Grandes Ambições                        |
| 1989 | Sabine Azéma          | Irène de Courtil   | La vie et rien d'autre                   |                                         |                                         |
| 1989 | Snežana Bogdanović    | Badema             | Kuduz                                    |                                         |                                         |
| 1989 | Corinna Harfouch      | Therese Forster    | Treffen in Travers                       |                                         |                                         |
| 1989 | Natalya Negoda        | Vera               | Malenkaja Vera                           |                                         |                                         |

## Década de 1990
| Ano                                        | Atriz                          | Personagem                   | Filme                                   | Título no Brasil            | Título em Portugal       |
| ------------------------------------------ | ------------------------------ | ---------------------------- | --------------------------------------- | --------------------------- | ------------------------ |
| 1990                                       | Carmen Maura                   | Carmela                      | ¡Ay, Carmela!                           |                             | Ai, Carmela!             |
| 1990                                       | Anne Brochet                   | Roxane                       | Cyrano de Bergerac                      | Cyrano de Bergerac          | Cyrano de Bergerac       |
| 1990                                       | Krystyna Janda                 | Antonina Dziwisz             | Przesłuchanie                           |                             | Interrogatório           |
| 1991                                       | Clotilde Courau                | Nathalie                     | Le petit criminel                       | O Jovem Assassino           | O Pequeno Criminoso      |
| 1991                                       | Julie Delpy                    | Sabeth                       | Homo Faber                              | O Viajante                  | Trágico Destino          |
| 1991                                       | Sigríður Hagalín               | Stella                       | Börn náttúrunnar                        | Filhos da Natureza          |                          |
| 1992                                       | Juliette Binoche               | Michèle Stalens              | Les amants du Pont-Neuf                 | Os Amantes de Pont-Neuf     | Os Amantes da Ponte Nova |
| 1992                                       | Johanna ter Steege             | Emma                         | Édes Emma, drága Böbe - vázlatok, aktok |                             | Queridas Amigas          |
| 1992                                       | Barbara Sukowa                 | Katharina Hartmann           | Europa                                  |                             | Europa                   |
| 1993                                       | Maia Morgenstern               | Nela                         | Balanta                                 |                             |                          |
| 1993                                       | Carla Gravina                  | Dra. Carla Aldrovandi        | Il lungo silenzio                       |                             |                          |
| 1993                                       | Tilda Swinton                  | Orlando                      | Orlando                                 | Orlando - A Mulher Imortal  | Orlando                  |
| Em 1994 e 1995 o prémio não foi concedido. |                                |                              |                                         |                             |                          |
| 1996                                       | Emily Watson                   | Bess McNeill                 | Breaking the Waves                      | Ondas do Destino            | Ondas de Paixão          |
| 1997                                       | Juliette Binoche               | Hana                         | The English Patient                     | O Paciente Inglês           | O Paciente Inglês        |
| 1997                                       | Katrin Cartlidge               | Hannah Mills                 | Career Girls                            |                             | Raparigas de Sucesso     |
| 1997                                       | Brigitte Roüan                 | Diane Clovier                | Post coïtum animal triste               | Post Coitum - Animal Triste |                          |
| 1997                                       | Emma Thompson                  | Frances                      | The Winter Guest                        | Momento de Afeto            | O Convidado              |
| 1998                                       | Élodie Bouchez Natacha Régnier | Isabelle Tostin Marie Thomas | La vie rêvée des anges                  | A Vida Sonhada dos Anjos    | A Vida Sonhada dos Anjos |
| 1998                                       | Dinara Drukarova               | Liza                         | Pro urodov i lyudey                     |                             |                          |
| 1998                                       | Annet Malherbe                 | Keet                         | Kleine Teun                             | O Pequeno Tony              |                          |
| 1999                                       | Cecilia Roth                   | Manuela                      | Todo sobre mi madre                     | Tudo sobre Minha Mãe        | Tudo sobre a Minha Mãe   |
| 1999                                       | Nathalie Baye                  | "Ela"                        | Une liaison pornographique              | Uma Relação Pornográfica    | Uma Ligação Pornográfica |
| 1999                                       | Penélope Cruz                  | Macarena Granada             | La niña de tus ojos                     |                             | A Menina dos Teus Olhos  |
| 1999                                       | Émilie Dequenne                | Rosetta                      | Rosetta                                 |                             | Rosetta                  |
| 1999                                       | Iben Hjejle                    | Liva Psilander               | Mifunes sidste sang                     | Mifune                      | Mifune                   |

## Década de 2000
| Ano  | Atriz | Personagem                                                       | Filme                               | Título no Brasil                     | Título em Portugal                              |
| ---- | --- | ---------------------------------------------------------------- | ----------------------------------- | ------------------------------------ | ----------------------------------------------- |
| 2000 | Björk | Selma Jezkova                                                    | Dancer in the Dark                  | Dançando no Escuro                   | Dancer in the Dark                              |
| 2000 | Bibiana Beglau | Rita Vogt                                                        | Die Stille nach dem Schuß           |                                      |                                                 |
| 2000 | Lena Endre | Marianne                                                         | Trolösa                             | Infiel                               | Infidelidade                                    |
| 2000 | Sylvie Testud | Ariane                                                           | La captive                          |                                      | A Cativa                                        |
| 2000 | Julie Walters | Sra. Wilkinson                                                   | Billy Elliot                        | Billy Elliot                         | Billy Elliot                                    |
| 2001 | Isabelle Huppert | Érika Kohut                                                      | La pianiste                         | A Professora de Piano                | A Pianista                                      |
| 2001 | Ariane Ascaride | Michèle                                                          | La ville est tranquille             | A Cidade Está Tranqüila              |                                                 |
| 2001 | Laura Morante | Paola Sermonti                                                   | La stanza del figlio                | O Quarto do Filho                    | O Quarto do Filho                               |
| 2001 | Charlotte Rampling | Marie Drillon                                                    | Sous le sable                       | Sob a Areia                          | Sob a Areia                                     |
| 2001 | Stefania Sandrelli | Anna                                                             | L'ultimo bacio                      | O Último Beijo                       | O Último Beijo                                  |
| 2001 | Audrey Tautou | Amélie Poulain                                                   | Le fabuleux destin d'Amélie Poulain | O Fabuloso Destino de Amélie Poulain | O Fabuloso Destino de Amélie                    |
| 2002 | Elenco de 8 femmes Catherine Deneuve, Isabelle Huppert, Emmanuelle Béart, Fanny Ardant, Virginie Ledoyen, Danielle Darrieux, Ludivine Sagnier, Firmine Richard | Gaby Augustine Louise Pierrette Suzon Mamy Catherine Sra. Chanel | 8 femmes                            | 8 Mulheres                           | 8 Mulheres                                      |
| 2002 | Oksana Akinshina | Lilya                                                            | Lilja 4-Ever                        | Para Sempre Lilya                    | Lilya para Sempre                               |
| 2002 | Emmanuelle Devos | Carla                                                            | Sur mes lèvres                      |                                      | Nos Meus Lábios                                 |
| 2002 | Martina Gedeck | Martha Klein                                                     | Bella Martha                        | Simplesmente Marta                   | Bela Marta                                      |
| 2002 | Laura Morante | Sibilla Aleramo                                                  | Un viaggio chiamato amore           | Uma Viagem Chamada Amor              | Uma Viagem Chamada Amor                         |
| 2002 | Samantha Morton | Morvern Callar                                                   | Morvern Callar                      | O Romance de Morvern Callar          | A Viagem de Morvern Callar                      |
| 2002 | Kati Outinen | Irma                                                             | Mies vailla menneisyyttä            | O Homem Sem Passado                  | O Homem Sem Passado                             |
| 2003 | Charlotte Rampling | Sarah Morton                                                     | Swimming Pool                       | Swimming Pool - À Beira da Piscina   | Swimming Pool                                   |
| 2003 | Diana Dumbrava | Maria                                                            | Maria                               |                                      |                                                 |
| 2003 | Helen Mirren | Chris                                                            | Calendar Girls                      | As Garotas do Calendário             | Meninas de Calendário                           |
| 2003 | Anne Reid | May                                                              | The Mother                          | Recomeçar                            | A Mãe                                           |
| 2003 | Katja Riemann | Lena Fischer (adulta)                                            | Rosenstrasse                        | As Mulheres da Rosenstrasse          | As Mulheres de Rosenstrasse                     |
| 2003 | Katrin Saß | Christiane Kerner                                                | Good Bye, Lenin!                    | Adeus, Lenin!                        | Adeus, Lenine!                                  |
| 2004 | Imelda Staunton | Vera                                                             | Vera Drake                          | O Segredo de Vera Drake              | Vera Drake                                      |
| 2004 | Sarah Adler | Judith Lerner                                                    | Notre musique                       | Nossa Música                         | A Nossa Música                                  |
| 2004 | Valeria Bruni Tedeschi | Marion                                                           | 5 × 2                               | O Amor em 5 Tempos                   | 5 × 2                                           |
| 2004 | Penélope Cruz | Italia                                                           | Non ti muovere                      | Não Se Mova                          | Não Te Movas                                    |
| 2004 | Sibel Kekilli | Sibel                                                            | Gegen die Wand                      | Contra a Parede                      | Head On - A Esposa Turca                        |
| 2004 | Assi Levy | Michale                                                          | Avanim                              |                                      |                                                 |
| 2005 | Julia Jentsch | Sophie Magdalena Scholl                                          | Sophie Scholl - Die letzten Tage    | Uma Mulher Contra Hitler             | Sophie Scholl - Os Últimos Dias                 |
| 2005 | Juliette Binoche | Anne Laurent                                                     | Caché                               | Caché                                | Nada a Esconder                                 |
| 2005 | Sandra Ceccarelli | Laura / Eleonora                                                 | La vita che vorrei                  |                                      |                                                 |
| 2005 | Connie Nielsen | Sarah                                                            | Brødre                              |                                      |                                                 |
| 2005 | Natalie Press | Mona                                                             | My Summer of Love                   | Meu Amor de Verão                    | Amor de Verão                                   |
| 2005 | Audrey Tautou | Mathilde                                                         | Un long dimanche de fiançailles     | Amor Eterno                          | Um Longo Domingo de Noivado                     |
| 2006 | Penélope Cruz | Raimunda                                                         | Volver                              | Volver                               | Volver - Voltar                                 |
| 2006 | Nathalie Baye | Comandante Caroline Vaudieu                                      | Le petit lieutenant                 | O Pequeno Tenente                    | A Outra Face da Lei                             |
| 2006 | Martina Gedeck | Christa-Maria Sieland                                            | Das Leben der Anderen               | A Vida dos Outros                    | As Vidas dos Outros                             |
| 2006 | Sandra Hüller | Michaela Klingler                                                | Requiem                             | Réquiem                              |                                                 |
| 2006 | Mirjana Karanović | Esma                                                             | Grbavica                            | Em Segredo                           | Filha da Guerra                                 |
| 2006 | Sarah Polley | Hanna                                                            | The Secret Life of Words            | A Vida Secreta das Palavras          | A Vida Secreta das Palavras                     |
| 2007 | Helen Mirren | D. Isabel II                                                     | The Queen                           | A Rainha                             | A Rainha                                        |
| 2007 | Marion Cotillard | Edith Piaf                                                       | La môme                             | Piaf - Um Hino ao Amor               | La vie en rose                                  |
| 2007 | Marianne Faithful | Maggie                                                           | Irina Palm                          | Irina Palm                           | Irina Palm                                      |
| 2007 | Carice van Houten | Rachel Stein / Ellis de Vries                                    | Zwartboek                           | A Espiã                              | Livro Negro                                     |
| 2007 | Anamaria Marinca | Otilia                                                           | 4 luni, 3 săptămâni şi 2 zile       | 4 Meses, 3 Semanas e 2 Dias          | 4 Meses, 3 Semanas e 2 Dias                     |
| 2007 | Kseniya Rappoport | Irena                                                            | La sconosciuta                      | A Desconhecida                       | A Desconhecida                                  |
| 2008 | Kristin Scott Thomas | Juliette Fontaine                                                | Il y a longtemps que je t'aime      | Há Tanto Tempo Que Te Amo            |                                                 |
| 2008 | Hiam Abbass | Salma Zidane                                                     | Etz Limon                           |                                      |                                                 |
| 2008 | Arta Dobroshi | Lorna                                                            | Le silence de Lorna                 | O Silêncio de Lorna                  | O Silêncio de Lorna                             |
| 2008 | Sally Hawkins | Poppy                                                            | Happy-Go-Lucky                      | Simplesmente Feliz                   | Um Dia de Cada Vez                              |
| 2008 | Belén Rueda | Laura                                                            | El orfanato                         | O Orfanato                           | O Orfanato                                      |
| 2008 | Ursula Werner | Inge                                                             | Wolke Neun                          |                                      | Nunca É Tarde Demais Para Amar                  |
| 2009 | Kate Winslet | Hanna Schmitz                                                    | The Reader                          | O Leitor                             | O Leitor                                        |
| 2009 | Penélope Cruz | Lena                                                             | Los abrazos rotos                   | Abraços Partidos                     | Abraços Desfeitos                               |
| 2009 | Charlotte Gainsbourg | "Ela"                                                            | Antichrist                          | Anticristo                           | Anticristo                                      |
| 2009 | Katie Jarvis | Mia                                                              | Fish Tank                           | Aquário                              | Aquário                                         |
| 2009 | Yolande Moreau | Séraphine Louis                                                  | Séraphine                           | Séraphine                            | Séraphine                                       |
| 2009 | Noomi Rapace | Lisbeth Salander                                                 | Män som hatar kvinnor               | Os Homens Que Não Amavam As Mulheres | Millennium 1 - Os Homens que Odeiam as Mulheres |

## Década de 2010
| Ano  | Atriz                    | Personagem                 | Filme                       | Título no Brasil                | Título em Portugal         |
| ---- | ------------------------ | -------------------------- | --------------------------- | ------------------------------- | -------------------------- |
| 2010 | Sylvie Testud            | Christine                  | Lourdes                     |                                 | Lourdes                    |
| 2010 | Zrinka Cvitešić          | Luna                       | Na putu                     |                                 |                            |
| 2010 | Sibel Kekilli            | Umay                       | Die Fremde                  | Quando Partimos                 | A Estrangeira              |
| 2010 | Lesley Manville          | Mary                       | Another Year                | Mais um Ano                     | Um Ano Mais                |
| 2010 | Lotte Verbeek            | Anne                       | Nothing Personal            |                                 | Nada Pessoal               |
| 2011 | Tilda Swinton            | Eva Khatchadourian         | We Need to Talk About Kevin | Precisamos Falar Sobre o Kevin  | Temos de Falar Sobre Kevin |
| 2011 | Cécile de France         | Samantha                   | Le Gamin au vélo            | O Garoto de Bicicleta           | O Miúdo da Bicicleta       |
| 2011 | / Kirsten Dunst          | Justine                    | Melancholia                 | Melancolia                      | Melancolia                 |
| 2011 | Charlotte Gainsbourg     | Claire                     | Melancholia                 | Melancolia                      | Melancolia                 |
| 2011 | Nadezhda Markina         | Elena                      | Elena                       |                                 | Elena                      |
| 2012 | Emmanuelle Riva          | Anne                       | Amour                       | Amor                            | Amor                       |
| 2012 | Émilie Dequenne          | Murielle                   | À perdre la raison          | Perder a Razão                  | Os Nossos Filhos           |
| 2012 | Nina Hoss                | Barbara                    | Barbara                     | Barbara                         | Bárbara                    |
| 2012 | Margarethe Tiesel        | Teresa                     | Paradies: Liebe             |                                 |                            |
| 2012 | Kate Winslet             | Nancy Cowan                | Carnage                     | Deus da Carnificina             | O Deus da Carnificina      |
| 2013 | Veerle Baetens           | Elise Vandevelde / Alabama | The Broken Circle Breakdown | Alabama Monroe                  | Ciclo Interrompido         |
| 2013 | Keira Knightley          | Anna Karenina              | Anna Karenina               | Anna Karenina                   | Anna Karenina              |
| 2013 | Barbara Sukowa           | Hannah Arendt              | Hannah Arendt               | Hannah Arendt                   | Hannah Arendt              |
| 2013 | Naomi Watts              | Maria                      | Lo imposible                | O Impossível                    | O Impossível               |
| 2013 | Luminita Gheorghiu       | Cornelia Keneres           | Pozitia copilului           | Instinto Materno                | Mãe e Filho                |
| 2014 | Marion Cotillard         | Sandra                     | Deux jours, une nuit        | Dois Dias, Uma Noite            | Dois Dias, Uma Noite       |
| 2014 | Marian Álvarez           | Ana                        | La herida                   |                                 |                            |
| 2014 | / Valeria Bruni Tedeschi | Carla Bernaschi            | Il capitale umano           | Capital Humano                  | Capital Humano             |
| 2014 | / Charlotte Gainsbourg   | Joe                        | Nymphomaniac                | Ninfomaníaca                    | Ninfomaníaca               |
| 2014 | Agata Kulesza            | Wanda                      | Ida                         | Ida                             | Ida                        |
| 2014 | Agata Trzebuchowska      | Anna                       | Ida                         | Ida                             | Ida                        |
| 2015 | Charlotte Rampling       | Kate Mercer                | 45 Years                    | 45 Anos                         | 45 Anos                    |
| 2015 | Margherita Buy           | Margherita                 | Mia madre                   | Mia Madre                       | Minha Mãe                  |
| 2015 | Laia Costa               | Victoria                   | Victoria                    | Victoria                        |                            |
| 2015 | Alicia Vikander          | Ava                        | Ex Machina                  | Ex Machina: Instinto Artificial | Ex Machina                 |
| 2015 | / Rachel Weisz           | Lena Ballinger             | Youth                       |                                 | A Juventude                |